# Алдо Гучи
Алдо Гучи (на италиански: Aldo Gucci; 26 май 1905, Флоренция, Италия – 19 януари 1990, Рим, пак там) е италиански предприемач и дизайнер с американско гражданство. От 1953 до 1986 г. е президент на Модна къща „Гучи“. Той е най-големият син на Гучо Гучи, който през 1921 г. основава компанията „Гучи“.

## Биография
Алдо Гучи е най-голямото от петте деца на Аида Калвели и Гучо Гучи. Има трима братя – Васко, Родолфо и Енцо, и една сестра – Грималда, както и един природен брат – Уго, роден от предишна връзка на майка му. През ученическите си години развива интерес към конната езда и ботаниката. На 16-годишна възраст започва да работи на непълен работен ден в първия магазин на баща си във Флоренция. Завършва икономика в Колеж „Сан Марко“ във Флоренция.

### Символ на статус
От 20-годишна възраст Алдо започва да работи на пълен работен ден в Гучи. Отваря първия магазин извън Флоренция – в Рим през 1938 г. Гучи се превръща в символ на статуса за една нощ, когато бамбуковата чанта се появи на ръката на Ингрид Бергман във филма на Роберто Роселини „Пътуване в Италия“ (1954). Знакът GG бързо става любим на холивудските знаменитости и европейските кралски особи.
През 1952 г. Алдо заминава за Ню Йорк с братята си Родолфо и Васко. Тримата отварят първия си магазин извън Италия, само две седмици преди смъртта на баща си. Алдо е обявен за първия италиански посланик на модата от президента Джон Кенеди и е удостоен с почетна степен от Градския университет в Ню Йорк като признание за неговата филантропска дейност, с определението „Микеланджело на мърчандайзинга“.

### Семейни кавги
След смъртта на брат му Васко през 1974 г. Родолфо и Алдо си поделят бизнеса по равно. Децата на Алдо обаче смятат, че Родолфо не е допринесъл достатъчно за растежа на бизнеса. В стремежа си да увеличи печалбите Алдо създава парфюмериен клон и запазва 80% от имуществото си за себе си и трите си деца. Това съперничество в крайна сметка ескалира в семейна война.
През 1980 г. синът на Алдо, Паоло Гучи, се опитва да започне собствен бизнес, използвайки името Гучи, но Алдо не се съгласява и съди сина си, заплашвайки да отреже всеки доставчик на Гучи, подписал с Паоло. Търсейки отмъщение, Паоло отстранява Алдо от компанията през 1984 г. с помощта на братовчед си Маурицио Гучи, който наскоро е станал мажоритарен акционер. Освен това Паоло информира IRS за укриването на данъци от баща си.  През януари 1986 г. Алдо Гучи е осъден на една година и един ден затвор за укриване на данъци от 7 млн. долара в Ню Йорк. Към момента на присъдата той е на 81 г. Той прекарва времето си в затвора във Федералния затворнически лагер във военновъздушната база във Флорида.

### Отстъпване
През 1989 г., една година преди смъртта си, Алдо продава своите акции на Гучи на „Инвесткорп“. През същата година неговият племенник Маурицио Гучи е назначен за президент на групата „Гучи“ след почти 6-годишна съдебна битка за контрол над марката. Маурицио няма опит в света на бизнеса и компанията изпада в сериозни икономически и творчески затруднения. През 1993 г. Маурицио Гучи подава оставка и продава оставащия си дял на Инвесткорп, прекратявайки връзката на семейство Гучи с компанията.
Алдо Гучи умира през януари 1990 г. в Рим на 84-годишна възраст от рак на простатата. Погребан е в семейния мавзолей във Флоренция.

## Личен живот
Алдо се жени за Олуен Прайс през 1927 г. Заедно имат трима сина: Джорджо, Паоло и Роберто. Има извънбрачна връзка с Бруна Паломбо, която му ражда дъщеря Патриша през 1963 г. Гучи се жени за Бруна през 1981 г. в САЩ, въпреки че никога не се развежда с Олуен в Италия.
Алдо Гучи има домове в Ню Йорк, Палм Бийч, Рим, Флоренция, Бевърли Хилс, Лондон и Париж.

## В популярната култура
Във филма „Домът на Гучи“ (2021) Алдо Гучи е игран от американския актьор Ал Пачино. През април 2021 г. внучката на Алдо Гучи, Патриция Гучи, дъщеря на Паоло Гучи, разкритикува появата на Пачино във филма ролята на дядо ѝ: „Моят дядо беше много красив мъж, като всички Гучи, и много висок, със сини очи и много елегантен Той е изигран от Ал Пачино, който вече не е много висок, а тази снимка го показва дебел, нисък, с бакенбарди, наистина грозен. Срамно, защото изобщо не прилича на него.“